# Taebla
Taebla är en småköping (estniska: alevik) i landskapet Läänemaa i västra Estland. Den är centralort i Lääne-Nigula kommun (före 2014 i den mindre Taebla kommun) och ligger 80 km sydväst om huvudstaden Tallinn. Taebla ligger 13 meter över havet och antalet invånare är 990.
Terrängen runt Taebla är mycket platt. Runt Taebla är det glesbefolkat, med 16 invånare per kvadratkilometer. Närmaste större samhälle är Hapsal, 12 km väster om Taebla. Omgivningarna runt Taebla är en mosaik av jordbruksmark och naturlig växtlighet.